# Algemeen vormend onderwijs
Algemeen vormend onderwijs (avo) is niet zozeer een onderwijsvorm als wel een groep vakken die 
niet direct gericht zijn op beroeps(voorbereidend) onderwijs. In basisscholen en scholen voor voortgezet onderwijs in Nederland wordt les in avo-vakken gegeven, waarbij het streven is een brede algemene ontwikkeling bij te brengen.
Onder de avo-vakken vallen onder meer Nederlands, rekenen, aardrijkskunde, geschiedenis, levensbeschouwing, lichamelijke opvoeding en culturele vorming.